# Posa l'osso
Posa l'osso (Don't Give Up the Sheep) è un film del 1953 diretto da Chuck Jones. È un cortometraggio d'animazione della serie Looney Tunes, uscito negli Stati Uniti il 3 gennaio 1953. È il primo cortometraggio con protagonisti Ralph il Lupo e Sam Canepastore ed è il prototipo dei seguenti sei; come questi ultimi, ruota attorno ai tentativi di Ralph (in questo corto ancora senza un nome) di rubare le pecore che Sam (qui invece chiamato Ralph) sta custodendo, anche se i due non vengono ancora raffigurati come colleghi. Il titolo originale è un gioco di parole sull'espressione "don't give up the ship" (non abbandonate la nave). Dagli anni ottanta viene distribuito col titolo Occhio alle pecore.

## Trama
Ralph si reca al lavoro, saluta il suo collega Fred prima di timbrare il cartellino e si mette a fare la guardia a un gregge di pecore da una rupe. Un lupo è intenzionato a mangiarsi le pecore, e per fare ciò architetta vari piani:
- sposta le lancette dell'orologio marcatempo per far andare via il cane, ma quest'ultimo se ne accorge grazie all'orologio di un campanile;
- si traveste da cespuglio, ma viene picchiato dal cane travestito da albero;
- cerca invano di far addormentare il cane usando il flauto come Pan;
- scava un tunnel sotto il campo e trascina le pecore sottoterra, finendo però per tirare giù anche il cane;
- libera un gatto selvatico vicino al cane, ma il felino aggredisce invece lui;
- si libra sul campo con una corda e cerca di acchiappare una pecora, ma acchiappa invece il cane. Si arrampica quindi sul ramo a cui è legata la corda e ne sega via un pezzo per far cadere il cane, ma questo riappare dietro di lui e sega il pezzo in cui il lupo è seduto. La gag continua in questo modo fino a quando il lupo tenta di tagliare il pezzo di rupe in cui è seduto il cane, ma a cadere è tutto il resto della rupe su cui sta il lupo;
- usa una canna di giunco per nuotare sott'acqua fino a una pecora che sta bevendo dal lago, ma il cane gli mette un candelotto di dinamite nella canna;
- alla fine del turno di lavoro, si traveste da Fred e saluta il cane, ma quest'ultimo lo riconosce subito e si mette a sculacciarlo con una clava. Quando il vero Fred arriva, prende il suo posto continuando a sculacciare il lupo.

## Distribuzione

### Data di uscita
Le date di uscita internazionali sono state:
- 3 gennaio 1953 negli Stati Uniti
- 7 settembre 1959 in Danimarca (Ude efter lammesteg)
- 5 dicembre 1960 in Italia

### Edizione italiana
Il corto fu distribuito nei cinema italiani nel programma Silvestro gatto maldestro, in inglese sottotitolato; fu doppiato nel 1973 dalla Sinc Cinematografica in occasione di una riedizione del programma. Nei titoli di testa fu aggiunta una voce fuori campo che, oltre a enunciare il titolo italiano, fornisce una breve sinossi del corto, il tutto rimuovendo la colonna sonora. Inoltre il testo del libro sulla mitologia greca non viene tradotto da una voce fuori campo, ma dal lupo stesso. Nel 1999 il corto fu ridoppiato più correttamente dalla Angriservices Edizioni per l'inserimento nella VHS Un micio per amico, sotto la direzione di Renzo Stacchi, su dialoghi di Giorgio Tausani. Tuttavia in DVD è stato usato il primo doppiaggio.

### Edizioni home video

#### VHS
America del Nord
- Looney Tunes: The Collector's Edition Vol. 6 (1999)

Italia
- Silvestro gatto maldestro, 2ª parte (1985)
- Cartoon Show nº 22 (marzo 1990)
- Looney Friends 2 (novembre 1992)
- Un micio per amico (1999)

#### Laserdisc
- Guffaw and Order: Looney Tunes Fight Crime (18 maggio 1994)

#### DVD
Il corto fu pubblicato in DVD-Video in America del Nord nel terzo disco della raccolta Looney Tunes Golden Collection: Volume 1 (intitolato Looney Tunes All-Stars: Part 1) distribuita il 28 ottobre 2003; il DVD fu pubblicato in Italia il 2 dicembre 2003 nella collana Looney Tunes Collection, col titolo All Stars: Volume 1. Fu inserito anche nel primo disco della raccolta DVD Looney Tunes Spotlight Collection Volume 1, uscita in America del Nord sempre il 28 ottobre 2003, ristampato l'11 febbraio 2014 col titolo Looney Tunes Center Stage: Volume 1, mentre in Italia fu inserito nel DVD Il tuo simpatico amico Willy il Coyote, uscito il 9 settembre 2009.